# Leopold Schaefer
Leopold Schaefer, auch Schäfer (* 9. Februar 1884 in Forchheim; † 23. September 1952 in Dörzbach) war ein deutscher Jurist, Ministerialbeamter und Fachautor.

## Leben
Leopold Schaefer war ein Sohn eines Oberlandesgerichtsrates und studierte Rechtswissenschaft an der Universität Würzburg. Seit 1902 gehörte er der Burschenschaft Arminia Würzburg an. Seine erste juristische Staatsprüfung legte er 1906 und seine zweite 1910 ab. Anschließend war er am Amtsgericht in Bamberg und dort bei der Staatsanwaltschaft.
1909 promovierte er an der Universität Würzburg mit dem Thema Die Beendigung der Erbengemeinschaft.
Im April 1911 wurde er in das Bayerische Justizministerium einberufen und war dort Hilfsarbeiter. Im November des gleichen Jahres kam er an das Reichsjustizamt. Ab diesem Zeitpunkt war er mit der Strafrechtsreform befasst. Später war er als Sachbearbeiter in dem federführenden Ressort auf an den Entwürfen der Strafrechtsreform E 1922, 1924/25 und 1927 maßgeblich beteiligt. 1912 wurde er II. Staatsanwalt beim Landgericht München I, im Mai 1915 Amtsgerichtsrat und im Oktober 1919 I. Staatsanwalt.
Im März 1920 kam er als Ministerialrat in das Reichsjustizministerium. Er war hier Geheimer Regierungsrat und Vortragender Rat in der Abteilung II (Strafgesetzgebung). Ab Januar 1935 war er Ministerialdirigent und übernahm als solcher im Mai 1935 die Abteilungen II und III. Später war er hier Leiter der Unterabteilung für nichtpolitisches Strafrecht und stellvertretender Leiter des Strafrechtsabteilung des Ministeriums. Im Juli 1944 wurde er auf eigenen Wunsch und aufgrund gesundheitlicher Gründe in den Ruhestand versetzt.
Leopold Schaefer veröffentlichte zahlreiche Fachbücher und Kommentare mit dem Fokus auf das Strafrecht.

## Werke (Auswahl)
- Die Verordnung gegen Preistreiberei vom 8. Mai 1918. Bensheimer, 1918.
- Verordnung über Sondergerichte gegen Schleichhandel und Preistreiberei (Wuchergerichte) vom 27. November 1919. Bensheimer, 1920.
- Preistreiberei. Bensheimer, 1924.
- Die Londoner Amnestievereinbarungen. Bensheimer, 1925.
- gemeinsam mit Albert Hellwig: Straftilgungsgesetz und Strafregisterverordnung. H. W. Müller, Berlin und München, 1926.
- Deutsche Strafgesetzentwuerfe von 1909 bis 1927. Bensheimer, 1927.
- gemeinsam mit Rudolf Lehmann: Gesetz zur Bekämpfung der Geschlechtskrankheiten vom 18. Februar 1927. Bensheimer, 1928.
- gemeinsam mit Karl Doerner: Der internationale Strafregisterverkehr. Bensheimer, 1931.
- Prostitution und Rechtsprechung. Selbstverlag der Deutschen Gesellschaft zur Bekämpfung der Geschlechtskrankheiten, 1933.
- gemeinsam u. a. mit Roland Freisler, Ernst Schäfer, Hans von Dohnanyi, Otto Rietzsch, Karl Schäfer, Karl Klee und Fritz Grau: Das kommende deutsche Strafrecht: Allgemeiner Teil: Bericht über die Arbeit der amtlichen Strafrechtskommission. Vahlen, 1934.
- gemeinsam mit Josef Schafheutle und Otto Wagner: Gesetz gegen gefährliche Gewohnheitsverbrecher. 1934.
- Strafgesetzbuch–Textausgabe mit Verweisungen und Einarbeitung der zur Ergänzung des Strafgesetzbuchs ergangenen Notgesetze und Verordnungen. Vahlen, 1934.
- gemeinsam mit Rudolf Lehmann und Fritz Dörffler: Die Novellen zum Strafrecht und Strafverfahren von 1935. Spaeth & Linde, 1936.
- Deutsche Strafgesetze. Vahlen, mehrere Auflagen (1. Auflage 1933 und 11. Auflage 1944).